# メネン地区
メネン地区(メネンちく、英語: Meneng District)は、ナウルの1地区。同国の南部に位置する。
高級ホテルのメネン・ホテルが、アニバレ湾の近くにある。そのほかに政府印刷局やメネン・スタジアムがある。
- 地区面積:3.1km2
- 地区人口:1,400人(1995年現在)